# Arlindo dos Santos Cruz
Arlindo dos Santos Cruz ou simplesmente Arlindo, (Vitória, 26  de abril de 1940), é um ex-futebolista brasileiro que atuava como meia.

## Carreira
Iniciou sua carreira futebolista fazendo testes no Bangu e no Madureira. E ambos os casos foi dispensado. No primeiro clube, por não agradar o técnico e no segundo, por não ajudar na hospedagem e nem nos salários dos atletas do time juvenil. Conseguiu um emprego e nos dias de folga jogava no Villa Futebol Clube, um clube que disputava torneios amadores até surgir uma oportunidade de jogar pelo juvenil do Botafogo. Oportunidade que não deixou passar. Sendo Campeão Juvenil de 1961, 1962 e 1963.
Após destaques no Torneio Rio-São Paulo, recebeu uma proposta do futebol Mexicano e deixou o Botafogo no início de 1965 para atuar no América-MEX. E foi lá que entrou para a história do futebol mexicano, ao marcar o primeiro gol do Estádio Azteca na partida de inauguração. Após deixar o América-MEX, defendeu o Pachuca-MEX e Toluca.

## Títulos
Botafogo
- Campeonato Carioca: 1962[3]
- Torneio Rio-São Paulo: 1964[1]

Seleção Brasileira
- Campeão Pan-Americano: 1963